# Gyomaendrőd
Gyomaendrőd là một thành phố thuộc hạt Békés, Hungary. Thành phố này có diện tích 303,94 km², dân số năm 2010 là 14131 người, mật độ 46 người/km².